# Neoerythromma gladiolatum
Neoerythromma gladiolatum är en trollsländeart som beskrevs av Williamson och Will 1930. Neoerythromma gladiolatum ingår i släktet Neoerythromma och familjen dammflicksländor. IUCN kategoriserar arten globalt som livskraftig. Inga underarter finns listade i Catalogue of Life.